# Jackson (Míchigan)
Jackson es una ciudad ubicada en el condado de Jackson, Míchigan, Estados Unidos. Tiene una población estimada, a mediados de 2022, de 31 031 habitantes.
Es la sede del condado. 
La ciudad es conocida como el "lugar de nacimiento del Partido Republicano", por cuanto allí se realizó el primer encuentro oficial de políticos de esa tendencia en 1854 para oponerse a la expansión de la esclavitud. En 2011 el partido político, bajo la presidencia de Reince Preibus, de Wisconsin, declaró formalmente que su lugar de nacimiento era la ciudad de Ripon. Sin embargo, la historia más antigua del Partido Republicano se remonta a Jackson y se conmemora con una placa en el parque Under the Oaks, que desde entonces ha sido visitada por numerosos presidentes republicanos.
A principios del siglo XX, Jackson se convirtió en uno de los primeros centros de fabricación de automóviles, lo que atrajo a sureños e inmigrantes a las numerosas fábricas de la ciudad, que vieron aumentar significativamente su población. 

## Geografía
La ciudad está ubicada en las coordenadas 42°14′32″N 84°24′07″O / 42.24222, -84.40194 (42.242156, -84.402038). Según la Oficina del Censo de los Estados Unidos, tiene una superficie total de 28.37 km², de los cuales 28.07 km² corresponden a tierra firme y 0.30 km² están cubiertos de agua.

## Demografía
Según el censo de 2020, en ese momento la ciudad tenía una población de 31 309 habitantes. La densidad de población era de 1115.39 hab./km². El 66.81% de los habitantes eran blancos, el 19.35% eran afroamericanos, el 0.46% eran amerindios, el 1.08% eran asiáticos, el 0.02% eran isleños del Pacífico, el 2.48% eran de otras razas y el 9.80% son de una mezcla de razas. Del total de la población, el 6.77% eran hispanos o latinos de cualquier raza.